# João Othavio Basso
João Othavio Basso (sinh ngày 13 tháng 1 năm 1997) là một cầu thủ bóng đá người Brasil thi đấu cho Real S.C. theo dạng cho mượn từ Estoril Praia, ở vị trí hậu vệ.